# Temple Jin Long Si
El Temple Jin Long Si (xinès tradicional: 金龍寺, xinès simplificat: 金龙寺, pinyin: Jīnlóng Sì), situat sobre un turó a Lorong How Sun (Singapur), és un temple únic "san-jiao" (tres religions), amb els seus ensenyaments derivats dels llibres de budistes, taoistes i confucianistes.
Conegut originalment com Jin Long Miao, es va constituir sota un fideïcomís i es va establir com a missió religiosa i de caritat el 1941 i tenia també moltes deïtats taoistes úniques com Nan Wu Wu Ji Sheng Mu i Pan Gu.
Hi ha un arbre de l'espècie Ficus religiosa nascut a la dècada de 1880 i que és el més vell i gran d'aquesta espècie que es coneix Singapur, segons les verificacions fetes per la Nature Society Singapore (NSS) i la Junta de Parcs Nacionals (Nparks). Va néixer d'una de les dotze llavors que van portar els monjos de Sri Lanka al segle XIX. Té una edat aproximada de 120 anys (2007), fa més de 30 metres d'alçada i té una circumferència de 8,5 metres.
El 2003 l'Autoritat de Reurbanització Urbana (URA) va emetre una ordre d'adquisició de terrenys sobre la parcel·la que pertany al temple com a part del pla de reurbanització de l'URA per a la construcció d'una via de trànsit massiu ràpid. De seguida es van emprendre diverses iniciatives per salvar el temple i l'arbre Bodhi. Finalment, el 2008 el temple es va traslladar a un lloc temporal i, després, a la seva ubicació actual a l'avinguda Tai Seng i es va establir que l'arbre de Bodhi es preservés com a part de les condicions de licitació per a la reurbanització del lloc.